# Bathypluma spinifer
Bathypluma spinifer is een krabbensoort uit de familie van de Retroplumidae. De wetenschappelijke naam van de soort is voor het eerst geldig gepubliceerd in 1989 door Saint Laurent.